# Borièja
Borièja (en francès Bouriège) és un municipi del departament de l'Aude, a la regió d'Occitània. El 2021 tenia 147 habitants.